# パク・チャヌク
パク・チャヌク（朝: 박 찬욱、漢: 朴 贊郁、英: Park Chan-wook、1963年8月23日 - ）は、韓国の映画監督、脚本家、映画プロデューサー。

## 人物
韓国のいわゆる386世代の一人。自身の監督作品のうち『復讐者に憐れみを』、『オールド・ボーイ』、『親切なクムジャさん』を"復讐三部作"、『サイボーグでも大丈夫』、『渇き』、『イノセント・ガーデン』を"人間ではない存在の三部作"というテーマでくくっている。

## 来歴

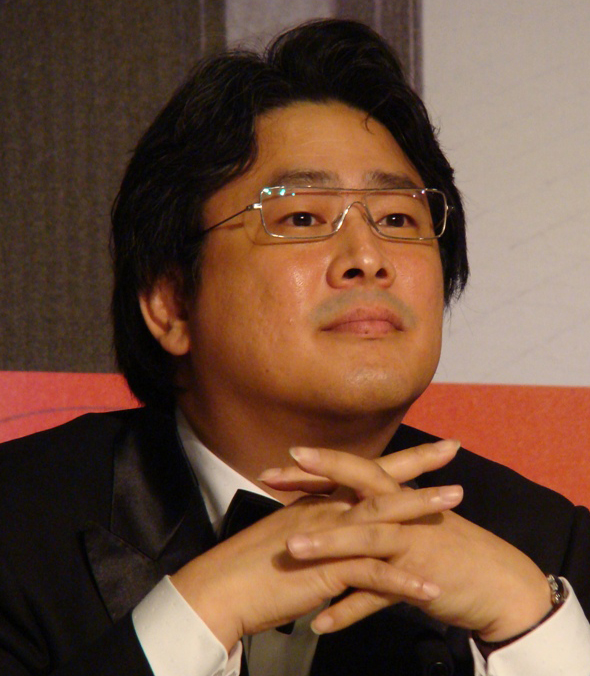
第62回カンヌ国際映画祭にて（2009年5月）

### 生い立ち
1963年8月23日、ソウル特別市生まれ。本貫は潘南朴氏。建築学の教授だった父親について幼少期からよく展示会に通っていた。美術に関心が高く、学生時代は美術史学者を夢見ていた（パク・チャヌクの実弟は設置美術家・美術評論家のパク・チャンギョン）。
パクが青年期を過ごした1980年から1988年のソウルは、独裁者だった全斗煥統治下の壮絶な状況にあり、そのような過酷な環境下で育ったことがパクの想像力に大きな影響を与えたという。
建国大学校師範大学附属中学校、永東高等学校を卒業後の1983年、美術史学者を目指して西江大学校哲学科に進学。写真クラブ「西江会」に所属する一方、大学図書館で映画関連の書籍を読み漁り、大学の仲間たちと共に映画サークル「西江映画共同体」を結成。多くの映画を観るようになり、映画監督になることを決意する。
大学在学中、教授が開いた小規模の映画上映会でアルフレッド・ヒッチコック監督の『めまい』を鑑賞したことをきっかけに、ヒッチコック作品に魅了される。以降はあまり有名ではない映画を探し回るようになり、アベル・フェラーラやハル・ハートリー、アキ・カウリスマキの映画に興味を持った。これらの作品を好むようになったことで、完璧さを追求した映画よりも、技術や脚本もなく撮られたような完璧には程遠く粗い印象の映画に惹かれるようになる。それから多様な映画と出会う中で、本格的に映画に傾倒していく。
また、1983年に映画評論家として文壇に登場し、以後約9年間映画評論家として活動した。

### 映画界入り
1988年に西江大学を卒業した後、映画監督のイ・ジャンホが設立したパン映画社の演出部の一員となる。演出部時代にクァク・ジェヨンに出会い、クァクの映画監督デビュー作『雨降る日の色彩画』（1989年）の助監督を引き受ける。しかし、独立映画のように撮影された『雨が降る日の水彩画』で現場の難しさを感じ、助監督を辞めて映画人の道を諦めることも考えたが、当時構想中だった脚本だけ完成させることにする。脚本完成後、再び映画に対する情熱を感じたことで映画の道に進むことを決心した。

### 映画監督として
その後、小さな映画会社に入社したパクは、1992年に『月は...太陽が見る夢』で映画監督デビューを果たす。生活のために映画評論家としても活動しており、1994年に映画批評集「映画を観ることの隠密な魅力」を出版。1997年には2作目の監督作『三人組』を公開した。初期のパクの監督作品は当時の韓国では珍しい作風で韓国映画界のニューウェーブとして注目されたものの、両作とも興行的には振るわなかった。
パクは自らの監督作品の脚本も多く執筆しており、1990年代末から2000年代初めには、映画監督のイ・ムヨンと「박리다매」（薄利多売）という名前の共同脚本家としても活動した。
初期作品が振るわず困難のさなかにいた頃、自作脚本を映画製作会社ミョンフィルムに持ち込んだパクは、製作者の説得を試みる。その脚本が評価されたこともあり、同社のシム・ジェミン代表から南北分断をテーマにしたパク・サンヨンの小説「DMZ」の映画化である『JSA』の監督をやらないかという提案を受ける。小説のテーマやミステリー調の筋書に惹かれたパクは監督を引き受け、2000年に『JSA』が公開。監督であるパクの意図やユーモアが作品に活かされていたことに加えて社会的なテーマも含まれており、観客動員数583万人を記録。その年の最高興行となった。この映画でパクは、第21回青龍映画賞監督賞、第37回百想芸術大賞監督賞、第38回大鐘賞最優秀作品賞、ドーヴィル・アジア映画祭作品賞などを受賞した。
2002年に監督した映画『復讐者に憐れみを』で、第3回釜山映画評論家協会賞最優秀作品賞および監督賞やイタリアフィルムノワールフェスティバル審査員特別賞、ウーディネ極東映画祭観客賞などを受賞。
続く2003年には、日本の漫画を原作にした監督作『オールド・ボーイ』を世に放ち、観客動員数326万人を記録。また、翌年の第57回カンヌ国際映画祭に出品されると審査員長のクエンティン・タランティーノから激賞され、最高賞次点に当たるグランプリを韓国映画史上初で受賞するなど、国際的に高い評価を得た。2004年には、「模倣」という言葉にちなんで会社名を名付けた映画製作会社モホフィルム（Moho Film）を設立。以後、代表を務める。
2005年、パクは映画『親切なクムジャさん』を発表。『復讐者に憐れみを』、『オールド・ボーイ』、そしてこの『親切なクムジャさん』の3作品は「復讐」をテーマにしており、「復讐三部作」と呼ばれている。しかし、この連作は初めから三部作として企画されたわけではなく、前述の2作を発表した後に次作を構想する過程でパクが即興的に「復讐三部作」とすることを思いつき、3作目として『親切なクムジャさん』を製作したのである。
2006年には第63回ヴェネツィア国際映画祭の審査員を委嘱される。2007年公開の監督作『サイボーグでも大丈夫』では、興行的には振るわなかったものの、第57回ベルリン国際映画祭アルフレッド・バウアー賞を受賞。2009年には監督作『渇き』が第62回カンヌ国際映画祭で審査員賞を受賞した。
2011年には、世界初のiPhone 4で撮影した短編映画『ナイト・フィッシング』（実弟のパク・チャンギョンと共同監督）を封切り、第61回ベルリン国際映画祭金熊賞（短編部門）および第44回シッチェス・カタロニア映画祭最優秀作品賞（ニュー・ビジョンズ部門）を受賞。
2013年、ミア・ワシコウスカやニコール・キッドマンを出演者に迎えた監督作『イノセント・ガーデン』でハリウッド進出を果たした。2016年に、監督作『お嬢さん』が第71回英国アカデミー賞 非英語作品賞を受賞。韓国国内では第53回百想芸術大賞映画部門で大賞を獲得するなど、国内外で多数の賞を受賞した。2017年に開催された第70回カンヌ国際映画祭では、韓国人で通算4人目となる審査員を務めた。同年、イタリアのフィレンツェ市から文化芸術賞である「フィレンツェ市の鍵」が贈られ、第35回ブリュッセル・ファンタスティック国際映画祭でも功労賞を受賞した。2018年、イギリスのBBC制作により、自身初のテレビドラマシリーズ『リトル・ドラマー・ガール 愛を演じるスパイ』を監督。2019年には、映画を含む幅広い分野での功績が認められ、ジュネーブ国際映画祭にてフィルム&ビヨンド賞を受賞した。2017年の韓国大統領選挙では左派政党・正義党の沈相奵を支持した。2022年に開催された第75回カンヌ国際映画祭では、『別れる決心』で監督賞を受賞した。

## フィルモグラフィ

### 映画
| 年   | 題名                                                                                     | 役職 | 役職 | 役職 | 備考                                                                                      |
| 年   | 題名                                                                                     | 監督 | 脚本 | 製作 | 備考                                                                                      |
| ---- | ---------------------------------------------------------------------------------------- | ---- | ---- | ---- | ----------------------------------------------------------------------------------------- |
| 1992 | 月は…太陽が見る夢 달은... 해가 꾸는 꿈                                                   | ◯    | ◯    |      | 長編監督デビュー作                                                                        |
| 1997 | 3人組 3인조                                                                              | ◯    | ◯    | ◯    |                                                                                           |
| 1999 | 審判 심판                                                                                | ◯    | ◯    | ◯    | 短編                                                                                      |
| 2000 | アナーキスト 아나키스트                                                                  |      | ◯    |      | 監督：ユ・ヨンシク                                                                        |
| 2000 | JSA 공동경비구역 JSA                                                                     | ◯    | ◯    |      |                                                                                           |
| 2001 | ヒューマニスト 휴머니스트                                                                |      | ◯    |      | 監督：イ・ムヨン                                                                          |
| 2002 | 復讐者に憐れみを 복수는 나의 것                                                          | ◯    | ◯    |      |                                                                                           |
| 2002 | 分別のない妻、波瀾万丈な夫、そして太拳少女 철없는 아내와 파란만장한 남편 그리고 태권소녀 |      | ◯    |      | 監督：イ・ムヨン                                                                          |
| 2003 | N. E. P. A. L. 平和と愛は終わらない 믿거나 말거나, 찬드라의 경우                         | ◯    | ◯    |      | オムニバス映画『もし、あなたなら〜6つの視線』（原題：여섯 개의 시선）                     |
| 2003 | オールド・ボーイ 올드 보이                                                               | ◯    | ◯    |      | 原作：土屋ガロン・嶺岸信明『ルーズ戦記 オールドボーイ』                                   |
| 2004 | Cut                                                                                      | ◯    |      |      | オムニバス映画『美しい夜、残酷な朝』 （原題：三更2）                                      |
| 2005 | 天国までの60日 소년, 천국에 가다                                                         |      | ◯    |      | 監督：ユン・テヨン                                                                        |
| 2005 | 親切なクムジャさん 친절한 금자씨                                                         | ◯    | ◯    |      | 共同脚本：チョン・ソギョン                                                                |
| 2006 | サイボーグでも大丈夫 싸이보그지만 괜찮아                                                 | ◯    | ◯    | ◯    | 共同脚本：チョン・ソギョン                                                                |
| 2008 | ミスにんじん 미쓰 홍당무                                                                 |      | ◯    | ◯    | 兼 出演 監督：イ・ギョンミ                                                                |
| 2009 | 渇き 박쥐                                                                                | ◯    | ◯    | ◯    | 共同脚本：チョン・ソギョン                                                                |
| 2011 | ナイト・フィッシング 파란만장                                                            |      | ◯    | ◯    | 短編 監督：パク・チャンギョン                                                             |
| 2012 | Day Trip 청출어람                                                                        | ◯    |      |      | 短編                                                                                      |
| 2013 | イノセント・ガーデン Stoker                                                              | ◯    |      |      | ハリウッドデビュー作                                                                      |
| 2014 | スノーピアサー Snowpiercer/설국열차                                                      |      |      | ◯    | 監督・脚本：ポン・ジュノ                                                                  |
| 2016 | お嬢さん 아가씨                                                                          | ◯    | ◯    | ◯    | 原作：サラ・ウォーターズ『荊の城』 共同脚本：チョン・ソギョン                             |
| 2016 | 荊棘の秘密 비밀은 없다                                                                   |      | ◯    |      | 監督：イ・ギョンミ 共同脚本：イ・ギョンミ、チョン・ソギョン、キム・ダヨン、チョン・ソヨン |
| 2022 | 別れる決心 Decision to Leave/헤어질 결심\|헤어질 결심                                    | ◯    | ◯    | ◯    | 共同脚本：チョン・ソギョン                                                                |
| 2025 | No Other Choice                                                                          | ○    | ○    | ○    |                                                                                           |

### テレビドラマ
| 放送年 | 題名                                                              | 役職 | 役職 | 役職 | 備考                       |
| 放送年 | 題名                                                              | 監督 | 脚本 | 製作 | 備考                       |
| ------ | ----------------------------------------------------------------- | ---- | ---- | ---- | -------------------------- |
| 2018   | リトル・ドラマー・ガール 愛を演じるスパイ The Little Drummer Girl | ◯    |      |      | テレビドラマ監督デビュー作 |
| 2020 - | スノーピアサー Snowpiercer                                        |      |      | ◯    |                            |
| 2024   | The sympathizer                                                   | ◯    | ○    |      | 兼製作総指揮               |

### ミュージックビデオ
- イ・ジョンヒョン 『V』（2013年） ※実弟のパク・チャンギョンと共同演出

## 受賞歴

### 個人として
- フィレンツェ市の鍵（2017年）[25]
- ブリュッセル・ファンタスティック国際映画祭 功労賞（2017年）[26]
- ジュネーブ国際映画祭 フィルム&ビヨンド賞（2019年）[28]

### 映画
- 2000年 - 『JSA』
  - 第27回シアトル国際映画祭 新人監督賞・審査員特別賞
  - ドーヴィル・アジア映画祭 最優秀作品賞・観客が選ぶ人気賞
  - 第38回大鐘賞 最優秀作品賞
  - 第37回百想芸術大賞 監督賞（映画部門）
  - 第21回青龍映画賞 韓国映画最優秀作品賞・監督賞・最多観客賞
  - 第8回椿事映画賞 最優秀作品賞・監督賞
  - 第3回ディレクターズ・カット・アワード 今年の監督賞
- 2002年 - 『復讐者に憐れみを』
  - イタリア・フィルム・ノワール・フェスティバル 審査委員特別賞
  - 第5回ウーディネ極東映画祭 観客賞
  - 第3回釜山映画評論家協会賞 最優秀作品賞・監督賞
  - 第5回ディレクターズ・カット・アワード 今年の監督賞
  - 第16回東京国際映画祭 特別賞
- 2004年 - 『オールド・ボーイ』
  - 第57回カンヌ国際映画祭 審査員特別グランプリ
  - 第37回シッチェス・カタロニア国際映画祭 グランプリ
  - 第15回ストックホルム映画祭 観客賞
  - ポルト国際映画祭 最優秀作品賞
  - 第49回アジア太平洋映画祭 監督賞
  - 第24回香港電影金像奨 アジア映画賞
  - 第3回バンコク国際映画祭 監督賞
  - 第41回大鐘賞 監督賞
  - 第40回百想芸術大賞 監督賞（映画部門）
  - 第24回青龍映画賞 監督賞
  - 第3回大韓民国映画大賞 最優秀作品賞・監督賞
  - 第5回釜山映画評論家協会賞 最優秀作品賞・監督賞
  - 第12回椿事映画賞 審査委員特別賞
  - 第7回ディレクターズ・カット・アワード 今年の監督賞・今年の映画人賞
  - 第1回大韓民国大学映画祭 今年の監督賞
- 2005年 - 『親切なクムジャさん』
  - 第4回バンコク国際映画祭 監督賞
  - ポルト国際映画祭 監督賞
  - 第26回青龍映画賞 最優秀作品賞
  - 第25回韓国映画評論家協会賞 10大映画賞
  - 大韓民国文化コンテンツ輸出有功者褒賞 大統領表彰
  - ROYAL SALUTE MARK OF RESPECT AWARD
  - 第9回誇らしい西江人賞
- 2007年 - 『サイボーグでも大丈夫』
  - 第57回ベルリン国際映画祭 アルフレッド・バウアー賞
  - 第40回シッチェス・カタロニア国際映画祭 最優秀脚本賞
  - 第36回ヌーボーシネマ映画祭 観客賞
  - 第28回ポルト国際映画祭 特別賞
- 2008年 - 『ミスにんじん』
  - 第11回ディレクターズ・カット・アワード 今年の制作者賞
- 2009年 - 『渇き』
  - 第62回カンヌ国際映画祭 審査員賞
  - ブリュッセル・ファンタスティック国際映画祭 審査委員特別賞
  - 第13回ファンタジア映画祭 ベストアジア映画銅賞
  - 第9回マラケシュ国際映画祭 ゴールドスター賞
  - 第4回アジア太平洋映画祭 NETPAC開発賞
  - 第17回椿事映画賞 監督賞
  - 第12回ディレクターズ・カット・アワード 今年の監督賞
  - 2009 スタイル・アイコン・アワード 文化芸術部門賞
- 2011年 - 『ナイト・フィッシング』
  - 第61回ベルリン国際映画祭 金熊賞（短編部門）
  - 第44回シッチェス・カタロニア映画祭 最優秀作品賞（ニュー・ビジョンズ部門）
  - スパイクスアジア広告祭 銀賞（フィルム・クラフト部門）
  - 第11回大韓民国青少年映画祭 監督賞
- 2016年 - 『お嬢さん』
  - 第71回英国アカデミー賞 非英語作品賞[20]
  - 第42回ロサンゼルス映画批評家協会賞 外国語映画賞
  - 第37回ボストン映画批評家協会賞 外国語映画賞
  - 第29回シカゴ批評家協会賞 外国語映画賞・脚本賞
  - 第15回サンフランシスコ映画批評家協会賞 外国語映画賞
  - 第22回ダラス・フォートワース映画批評家協会賞 外国語映画賞
  - 第10回ヒューストン映画批評家協会賞 外国語映画賞
  - 第88回ナショナル・ボード・オブ・レビュー賞 外国語映画トップ5
  - 第21回サテライト賞 外国語映画賞
  - 第20回オンライン映画批評家協会賞 外国語映画賞
  - ニューヨーク映画批評家オンライン 外国語映画賞
  - 女性ジャーナリスト同盟賞 外国語映画賞
  - 女性映画批評家サークル外国語映画賞
  - ドリアン賞 年間外国語映画賞
  - 第53回百想芸術大賞 大賞（映画部門）[30]
  - 第25回釜日映画賞 特別賞
  - 韓国映画批評家協会賞 映画評論家10選

### テレビドラマ
- 2018年 - 『リトル・ドラマー・ガール 愛を演じるスパイ』
  - 第14回ソウル・ドラマ・アワード 最優秀賞（ミニシリーズ部門）[31]

## 書籍

### 著作
- 批評集『映画を見ることの隠密な魅力』（韓国：1994年6月30日、삼호미디어）
- 『復讐者に憐れみを』（日本：2005年3月31日、竹書房）
- 『パク・チャヌクのオマージュ』（韓国：2005年12月10日、마음산책）
- 『パク・チャヌクのモンタージュ』（韓国：2005年12月10日、마음산책／日本：2007年9月1日、キネマ旬報社）
- 『渇き』（韓国：2009年4月20日、그책）